# Steve Olin
Pour les articles homonymes, voir Olin.

Steven Robert Olin, dit Steve Olin, né le 4 octobre 1965 à Portland et décédé le 22 mars 1993, est un joueur de baseball qui évolue avec les Indians de Cleveland en Ligue majeure de baseball de 1989 à 1992. Il trouve la mort dans un accident de bateau lors de la préparation de la saison 1993 des Indians en Floride.

## Carrière
Steve Olin est drafté par les Indians de Cleveland en 1987. Il passe deux ans en ligues mineures au sein des clubs écoles des Indians avant de débuter en Ligue majeure le 29 juin 1989. Ce lanceur au style submarine est utilisé comme lanceur de relève puis comme stoppeur. Il partage encore sa saison 1992 entre la Triple-A et les Ligues majeures, mais gagne sa place de titulaire pour 1993 en comptabilisant 29 sauvetages en 1992 avec les Indians.
Le 22 mars 1993, jour de repos du stage de préparation de la saison 1993, trois lanceurs, Steve Olin, Tim Crews et Bob Ojeda passent la journée en famille en piqueniquant aux abords du lac Little Lake Nellie à Clermont en Floride. À la nuit tombée, les trois lanceurs décident d'aller faire du bateau sur le lac. Le bateau entre en collision à grande vitesse avec un ponton. Olin décède sur le coup. Crews meurt des suites de l'accident, le jour suivant, tandis qu'Ojeda, gravement blessé, doit mettre un terme définitif à sa carrière. 
Pour honorer les deux disparus, les Indians arborent lors de la saison 1993 le numéro 31 d'Olin sur la manche gauche et le numéro 52 de Crews sur la manche droite de leur maillot.

## Statistiques
| Saison        | Equipe        | Ligue         | G   | GS | CG | SHO | IP    | H   | R   | ER | BB | SO  | W  | L  | SV | ERA  | WHIP  |
| ------------- | ------------- | ------------- | --- | -- | -- | --- | ----- | --- | --- | -- | -- | --- | -- | -- | -- | ---- | ----- |
| 1989          | Cleveland     | MLB           | 25  | 0  | 0  | 0   | 36,0  | 35  | 16  | 15 | 14 | 24  | 1  | 4  | 1  | 3,75 | 1,361 |
| 1990          | Cleveland     | MLB           | 50  | 1  | 0  | 0   | 92,1  | 96  | 41  | 35 | 26 | 64  | 4  | 4  | 1  | 3,41 | 1,321 |
| 1991          | Cleveland     | MLB           | 48  | 0  | 0  | 0   | 56,1  | 61  | 26  | 21 | 23 | 38  | 3  | 6  | 17 | 3,36 | 1,491 |
| 1992          | Cleveland     | MLB           | 72  | 0  | 0  | 0   | 88.1  | 80  | 25  | 23 | 27 | 47  | 8  | 5  | 29 | 2,34 | 1,211 |
| Ligue majeure | Ligue majeure | Ligue majeure | 195 | 1  | 0  | 0   | 273.0 | 272 | 108 | 94 | 90 | 173 | 16 | 19 | 48 | 3,10 | 1,326 |